# Glyphicnemis nigrifemorum
Glyphicnemis nigrifemorum là một loài tò vò trong họ Ichneumonidae.